# Stoneyford (comté de Kilkenny)
Pour les articles homonymes, voir Stoneyford.
Stoneyford est un village en Irlande, situé dans le comté de Kilkenny.